# خوسيه ماريا آشا
خوسيه ماريا آشا (بالإسبانية: José María de Achá) (و. 1810 – 1868 م) هو سياسي من بوليفيا ولد في كوتشابامبا.
تولى منصب رئيس بوليفيا .